# Hymn Grenlandii
Nunarput utoqqarsuanngoravit (pol. „Nasz stary kraju”) – narodowy hymn Grenlandii, terytorium zależnego Danii. Słowa napisał Henrik Lund, muzykę skomponował Jonathan Petersen. Pieśń została oficjalnie uznana za hymn w 1916 r. Od 1979 r. funkcję hymnu Grenlandii pełni także pieśń Inuitów (Eskimosów) Nuna asiilasooq („Kraj wielkich przestrzeni”).
Nunarput, utoqqarsuanngoravit niaqqut ulissimavoqq qiinik.
Qitornatit kissumiaannarpatit tunillugit sineriavit piinik.
Akullequtaastut merletutut ilinni perotugut tamaani
kalaallinik imminik taajumavugut niaqquit ataqqinartup saani.
Atortillugillu tamaasa pisit ingerlaniarusuleqaagut,
nutarterlugillu noqitsigisatit siumut, siumut piumaqaagut.
Inersimalersut ingerlanerat tungaalitsiterusuleqaarput,
oqaatsit "aviisit" qanoq kingunerat atussasoq erinigileqaarput.
Taqilluni naami atunngiveqaaq, kalaallit siumut makigitsi.
Inuttut inuuneq pigiuminaqaaq, saperasi isumaqaleritsi.